# جرن الجباء (القفر)

تعديل مصدري - تعديل

جرن الجباء محلة تابعة لقرية صحفة، التابعة لعزلة بني مسلم بمديرية القفر إحدى مديريات محافظة إب في الجمهورية اليمنية، بلغ تعداد سكانها 30 حسب تعداد اليمن لعام 2004.